# Possesse
Possesse  là một xã thuộc tỉnh Marne trong vùng Grand Est đông nam nước Pháp. Xã này nằm ở khu vực có độ cao từ 127-193 mét trên mực nước biển.